# 廈門白鷺体育場
廈門白鷺体育場（アモイはくろたいいくじょう、簡体字: 厦门白鹭体育场; 繁体字: 廈門白鷺體育場; 拼音: Xiàmén Báilù Tǐyùchǎng)）は中華人民共和国福建省廈門市翔安区にある多目的競技場。

## 概要
本競技場は主に陸上競技やサッカーなどで使用されている。当初は中華人民共和国で開催予定だったAFCアジアカップ2023の会場として使われる予定だった。サッカーで最大6万収容。陸上トラックは100mのレーンが10あるのが特徴。
2023年から万達ダイヤモンドリーグの大会として利用されており、2024年には男子棒高跳でアルマンド・デュプランティスが6.24mの世界新記録（当時、パリ五輪でさらに1cm更新される）を樹立した。

## コンサート実績
| 日期                | 歌手   | ツアー名                 | 公演数 |
| ------------------- | ------ | ------------------------ | ------ |
| 2024年5月10–12日    | 薛之謙 | “天外来物”世界巡回演唱会 | 3      |
| 2024年10月19日–20日 | 林俊傑 | JJ20世界巡回演唱会       | 2      |